# Wolf von Iphofen

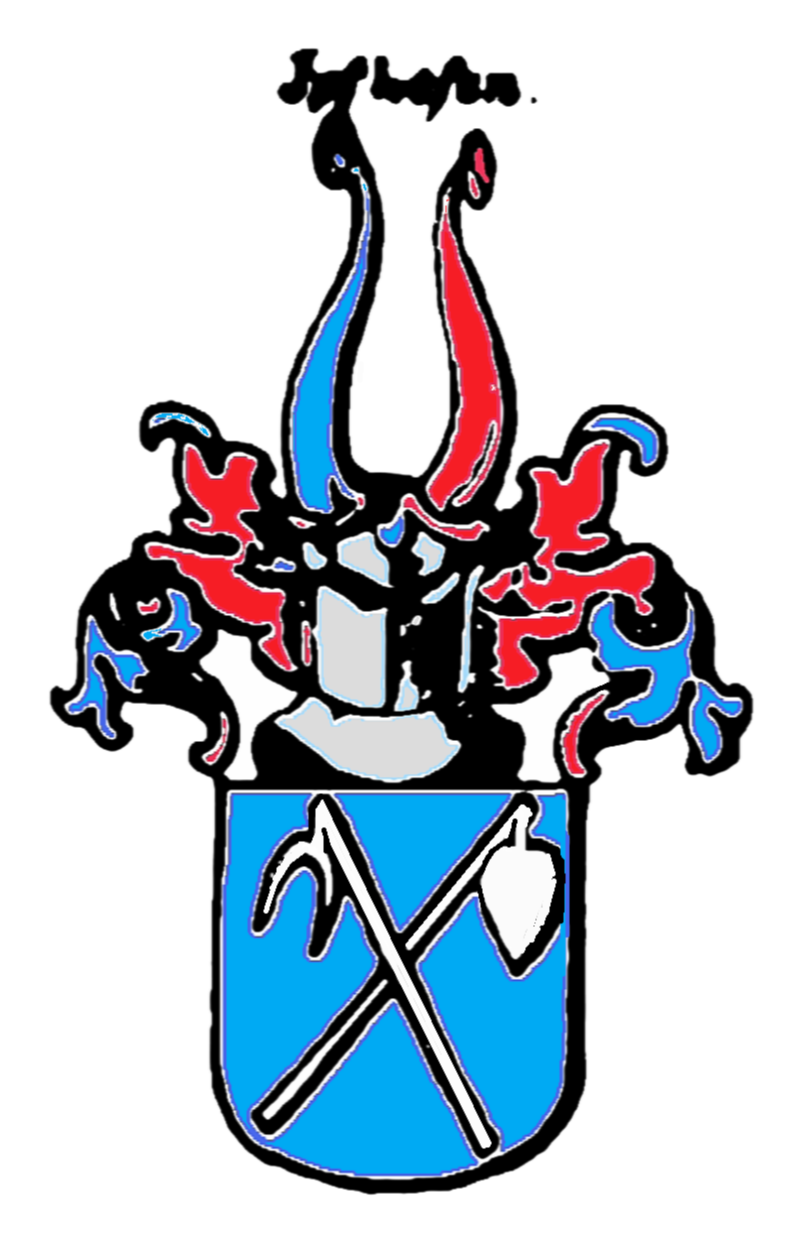
Wappen derer (von) Iphofen

Wolf von Iphofen († um 1560) war ein frühneuzeitlicher Montanunternehmer und Pfennigmeister.

## Leben und Werk
Er war der Sohn von Kunz von Iphofen, der durch den ergiebigen Silberbergbau einer der reichsten Fundgrübner im Erzgebirge, insbesondere in der Bergstadt Schneeberg geworden war. Dort war Wolf von Iphofen 1544 auch Ratsherr und führte die väterlichen Montanunternehmen erfolgreich fort.
Aufgrund seines Reichtums konnte er auch dem Kurfürsten Moritz von Sachsen Geld leihen. Nach dessen Tod machte er seine Geldforderungen 1555 gegenüber dem Kurfürsten August von Sachsen geltend.
Er war zweimal verheiratet, zuerst mit Walpurg Wintzberger und zuletzt mit der Tochter von Merten Kamprecht.